# 日本鉄道旅行地図帳
日本鉄道旅行地図帳（にっぽんてつどうりょこうちずちょう）とは新潮社が編集・発行するムックで、新潮「旅」ムックの一シリーズである。判型はB5中綴じで、副題は「全線・全駅・全廃線」。地図研究家の今尾恵介がシリーズを監修している。
2008年5月の創刊以降、毎月18日に各号を発行。全12号と別巻3冊・増結（白地図帳）の全16冊。全号を綴じるための専用バインダーも販売されている。
発行元の予想を大きく超える売上を記録し、『九州編』の刊行時には累計135万部、『歴史編成』2冊の刊行時には150万部を突破した。2010年5月からは、優等列車の改廃を主眼にした同じスタッフによる『日本鉄道旅行歴史地図帳』シリーズが刊行された。

## 内容
日本初の正縮尺の鉄道地図を売りとし、鉄道旅行をする上での見所をまとめた「鉄道旅行地図」を掲載している。また現存する鉄道路線だけでなく廃止された路線や廃駅、さらには貨物鉄道、鉱山鉄道、森林鉄道、専用鉄道をも取り上げ「廃線鉄道地図」として地図上で路線を再現している。
巻頭は地図帳、巻末は「駅名一覧」を掲載しこの駅一覧では廃駅の情報なども含めてそれぞれの路線の沿革が分かるようにもなっている。この他、コラムや特集、連載も載せられている。

### 連載記事
- 車窓絶景100選委員会「車窓絶景100選」
- 前里孝選「車両基地一覧」
- 杉﨑行恭選「名駅舎100選」
- 白川淳選「鉄道保存施設」
- 「国鉄予定線・未成線一覧」

## 各号一覧
全12号および別巻3冊・増結（白地図帳）の全16冊で構成される。巻末の次号予告の欄は各鉄道の駅名標を模したものになっており、表紙の上部に書いてある車両や周りの色も10号と増結を除き次号予告と同じ鉄道をイメージしている。
- 1号「北海道」
  - 2008年5月17日発売 ISBN 9784107900197
  - 地域特集 簡易軌道全線全駅
  - 次号予告の駅名標：JR北海道
- 2号「東北」
  - 2008年6月18日発売 ISBN 9784107900203
  - 地域特集 古地図で楽しむ私鉄「奥の細道」
  - 次号予告の駅名標：JR東日本
- 3号「関東1」 - 群馬県、埼玉県東部、栃木県、茨城県、千葉県
  - 地域特集 碓氷峠大鳥瞰図、人が押す人車鉄道
  - 2008年7月18日発売 ISBN 9784107900210
  - 次号予告の駅名標：東武鉄道
- 4号「関東2」 - 埼玉県西部、東京都西部、神奈川県、山梨県、中央東線
  - 2008年8月18日発売 ISBN 9784107900227
  - 地域特集 箱根富士大鳥瞰図、21世紀の構想線・夢想線
  - 次号予告の駅名標：小田急電鉄
- 5号「東京」 - 東京都区部とその近郊
  - 2008年9月18日発売 ISBN 9784107900234
  - 地域特集 21世紀の構想線・夢想線
  - 次号予告の駅名標：東京メトロ
- 6号「北信越」
  - 2008年10月18日発売 ISBN ISBN 9784107900241
  - 地域特集 立山黒部大鳥瞰図・全国新幹線網
  - 次号予告の駅名標：しなの鉄道
- 7号「東海」
  - 2008年11月18日発売 ISBN 9784107900258
  - 地域特集 森林鉄道
  - 次号予告の駅名標：JR東海
- 8号「関西1」 - 三重県、奈良県、和歌山県、大阪府南部
  - 2008年12月18日発売 ISBN 9784107900265
  - 地域特集 奈良明日香「国宝」鳥瞰図
  - 特別企画 御召列車 明治天皇が見た日本
  - 次号予告の駅名標：近畿日本鉄道
- 9号「関西2」 - 滋賀県、京都府、兵庫県、大阪府北部
  - 2009年1月17日発売 ISBN 9784107900272
  - 地域特集 京都「国宝」鳥瞰図
  - 地域特集 梅小路機関車館
  - 特別企画 御召列車 大正天皇が見た日本
  - 次号予告の駅名標：阪急電鉄
- 10号「大阪」 - 大阪市とその近郊、京阪電鉄沿線
  - 2009年2月18日発売 ISBN 9784107900289
  - 地域特集 21世紀の構想線・夢想線
  - 特別企画 御召列車 昭和天皇が見た日本
  - 次号予告の駅名標：阪神電気鉄道/表紙はJR西日本
- 11号「中国・四国」
  - 2009年3月18日発売 ISBN 9784107900296
  - 地域特集 瀬戸大橋大鳥瞰図
  - 地域特集 陸軍海軍専用線
  - 次号予告の駅名標：JR西日本
- 12号「九州・沖縄」
  - 2009年4月18日発売 ISBN 9784107900302
  - 地域特集 肥薩線大畑ループ大鳥瞰図
  - 地域特集 石炭と筑豊の鉄道
  - 次号予告の駅名標：JR九州
- 12号改訂版「九州・沖縄 大改訂2014」
  - 2013年10月10日発売 ISBN 9784107902375
  - 「ななつ星 in 九州」の運行開始に合わせ、2013年の路線図を反映
- 増結「乗りつぶしノート」 - 白地図帳
  - 2009年5月20日発売 ISBN 9784107900319
  - 次号予告の駅名標：JR四国/表紙はブルートレイン
- 増結「乗りつぶしノート」第3列車 - 白地図帳
  - 2015年2月20日発売 ISBN 9784107902405
  - 表紙は北陸新幹線
- 別巻1「朝鮮・台湾」
  - 2009年11月20日発売 ISBN 9784107900326
  - 次号予告の駅名標は無し/表紙は朝鮮総督府鉄道
- 別巻2「満州・樺太」
  - 2009年11月20日発売 ISBN 9784107900333
  - 次号予告の駅名標は無し/表紙は南満洲鉄道・あじあ号
- 別巻3「東日本大震災の記録」
  - 2011年8月24日発売 ISBN 9784107900470
  - 2号をベースに、東日本大震災発生当時の列車位置、被害状況等を加筆

### 満洲朝鮮復刻時刻表
別巻2冊の発売に合わせて刊行。全4冊函入仕様。
- 満洲朝鮮復刻時刻表 附 台湾・樺太復刻時刻表
  - 2009年11月20日発売 ISBN 9784103205210

## DVD・にっぽんの車窓絶景100選
連載記事「車窓絶景100選」で紹介された車窓の風景を収録したDVD。全巻とも2009年7月24日発売。
- 発売：アスミック・エースエンタテインメント（現：アスミック・エース）
- 販売：角川エンタテインメント

### 各巻の収録内容
1号 北海道・東北篇
ACBW-10708
- 宗谷本線
  - 抜海 - 南稚内
- 根室本線
  - 別当賀 - 昆布盛
  - 厚岸 - 糸魚沢
  - 落合 - 新得
- 五能線
  - 艫作 - 千畳敷
- 只見線
  - 会津塩沢 - 大白川

2号 関東・北信越・東海篇
ACBW-10709
- 富士急行線
  - 三つ峠 - 下吉田
- ゆりかもめ東京臨海新交通臨海線
  - 芝浦ふ頭 - お台場海浜
- 篠ノ井線
  - 冠着 - 姨捨
- 小海線
  - 清里 - 信濃川上
- 氷見線
  - 越中国分 - 雨晴
- 飯田線
  - 伊那大島 - 飯島

3号 関西・中国・四国・九州篇
ACBW-10710
- 嵯峨野観光鉄道嵯峨野観光線
  - トロッコ嵐山 - トロッコ亀岡
- 木次線
  - 出雲坂根 - 三井野原
- 予土線
  - 土佐大正 - 江川崎
- 予讃線
  - 伊予上灘 - 喜多灘
- 豊肥本線
  - 立野 - 波野
- 肥薩おれんじ鉄道線
  - 日奈久温泉 - 海浦